# محمود أباد (أختاتشي)
محمود أباد (بالفارسية: محمودآباد) هي قرية تقع في إيران في قسم أختاتشي الريفي. يقدر عدد سكانها بـ 253 نسمة بحسب إحصاء 2016.